# 35A busz (Pécs)
A pécsi 35A jelzésű autóbusz a Belvárost köti össze a Mecsekoldallal, elérhetővé teszi a Pécsi Állatkertet és a pécsi vidámparkot. A vonalon igen meredek szakaszok és éles kanyarok vannak, így csak szóló busz közlekedhet. A járat csak a Főpályaudvar felé közlekedik, a Dömörkapuhoz 34D jelzéssel érkező járatok tábláznak át 35A-ra. A járat 59 perc alatt ér vissza a Főpályaudvarra.

## Története
1946. szeptember 28-án indult az első járat a Széchenyi térről a Hotel Kikelet-hez, amit 1948-ban meghosszabbítottak a Dömörkapuig. Ez a járat volt az akkori 34-es számú járat. Majd a Széchenyi téri végállomás megszűnésével a járat végállomása átkerül a Kossuth térre. 1985. november 1-jén a Kossuth téri végállomás megszűnik, eztán a járat a Főpályaudvarról indul. 1997. június 15-én az első 35A jelzésű járat, amely akkor még mindkét irányban közlekedett. 2007. szeptember 1-jétől azonban már csak a Főpályaudvar felé közlekednek, Dömörkapuhoz 34D jelzéssel jutnak el.

## Útvonala
| Dömörkapu - Alagút – Barbakán - Kórház tér – Főpályaudvar: |
| --- |
| - Dömörkapui út - Ángyán János utca - Málics Ottó utca - Hunyadi János utca - Aradi Vértanúk útja - Klimó György utca - Alkotmány utca - Rákóczi út - Szabadság utca - Főpályaudvar, Indóház tér |

## Megállóhelyei
| 35A (Dömökapu – Főpályaudvar) |                         | |                                                                            |
| Perc (↓)                      | Megállóhely             | Átszállási kapcsolatok a járat megszűnésekor                                                                                     | Létesítmények                                                              |
| 0                             | Dömökapu végállomás     | 35 | Vidámpark                                                                  |
| 3                             | Állatkert               | 34, 35 | Állatkert                                                                  |
| 5                             | Hotel Kikelet           | 34, 35 | Hotel Kikelet                                                              |
| 8                             | Kőbánya                 | 34, 35 |                                                                            |
| 12                            | Pálosok                 | 32, 33, 34, 35 |                                                                            |
| 14                            | Alagút                  | 32, 33, 34, 35 |                                                                            |
| 18                            | Barbakán                | 32, 34, 35, 36 | Pécsi székesegyház, Barbakán, Ókeresztény sírkamrák, Püspöki palota (Pécs) |
| 20                            | Kórház tér              | 2, 2A, 27, 30T, 32, 34, 35, 36, 37, 122, 123                                                                                     | Megyei Kórház, Jakováli Hasszán dzsámija, Hotel Pátria                     |
| 21                            | Zsolnay-szobor          | 2, 2A, 3, 4, 6, 7, 20, 20A, 27, 30T, 31, 31A, 32, 34, 35, 36, 37, 38, 38A, 39, 40, 43, 71, 72, 103, 106, 107, 122, 123, 161, 162 | Postapalota, OTP, ÁNTSZ, Megyei Bíróság, Zsolnay-szobor                    |
| 23                            | Főpályaudvar végállomás | 3, 4, 6, 7, 30, 31, 31A, 32, 33, 34, 35, 36, 37, 38, 38A, 39, 40, 41, 42, 43, 50, 71, 72, 103, 106, 107, 161, 162 · Főpályaudvar | Vasútállomás, MÁV Területi Igazgatósága, Autóbusz-állomás                  |